# راندهیر سینگ جنتل
راندهیر سینگ جنتل (به انگلیسی: Randhir Singh Gentle) ورزشکار مرد رشتهٔ هاکی روی چمن اهل کشور هند است. وی در بین سال‌های ‎۱۹۴۸ تا ۱۹۵۶ میلادی در مسابقات بازی‌های المپیک تابستانی در مجموع ۳ مدال طلا را کسب کرد.